# كلب البشدر
كلب بشدَر أو كلب الراعي الآشوري أو الدرواس الكردي هو سلالة محلية من الكلاب في إقليم كردستان في العراق خصوصًا منطقة بشدار في محافظة السليمانية. يُستخدم هذا الكلب بالأساس في رعاية الماشية تقدَّر أعداده ببضعة آلاف. يشبه كلب كنغال وأقباش.